# Nobuyasu Kita
Nobuyasu Kita (jap. 北信康 Kita Nobuyasu; ur. 14 maja 1960 w Kagawie, Sikoku) – japoński operator filmowy. Otrzymał trzy nagrody oraz cztery nominacje.

## Filmografia

### Jako operator filmowy

#### Filmy pełnometrażowe
| Rok  | Tytuł                        |
| ---- | ---------------------------- |
| 1988 | Mind Game                    |
| 1999 | Kuroi ie                     |
| 2001 | Kemonogare orera no saru to  |
| 2002 | Mohou-han                    |
| 2002 | Koinu Dan no monogatari      |
| 2003 | Ashura no gotoku             |
| 2005 | Kita no zeronen              |
| 2005 | Nezu no ban                  |
| 2005 | Onaji tsuki wo miteiru       |
| 2006 | Rough                        |
| 2006 | Ajiantamu burū               |
| 2007 | Batterī                      |
| 2007 | Mari to koinu no monogatari  |
| 2009 | Kurōzu zero II               |
| 2009 | Incydent                     |
| 2009 | Akumu no erebētā             |
| 2009 | Shokudo katatsumuri          |
| 2010 | 13 zabójców                  |
| 2011 | Harakiri: Smierc samuraja    |
| 2011 | Nintama Rantarō              |
| 2011 | Daai mo seut si              |
| 2012 | Ai to makoto                 |
| 2012 | Lekcja zła                   |
| 2013 | Słomiana tarcza              |
| 2013 | Pieśń ćmy: Tajny agent Reiji |
| 2014 | Akumu Chan the Movie         |
| 2014 | Po twoim trupie              |
| 2014 | Kamisama no iu tōri          |
| 2015 | Kaze ni tatsu raion          |

#### Filmy krótkometrażowe
| Rok  | Tytuł   |
| ---- | ------- |
| 2004 | Calling |

## Nagrody i nominacje
Źródło: Internet Movie Database
| Rok  | Nagroda                              | Kategoria                                  | Wynik     |
| ---- | ------------------------------------ | ------------------------------------------ | --------- |
| 2000 | Festival Prize                       | Best Cinematography (Kuroi ie)             | Wygrana   |
| 2004 | Nagroda Japońskiej Akademii Filmowej | Best Cinematography (Ashura no gotoku)     | Nominacja |
| 2006 | Nagroda Japońskiej Akademii Filmowej | Best Cinematography (Kita no zeronen)      | Nominacja |
| 2010 | Hong Kong Film Award                 | Best Cinematography (Incydent)             | Nominacja |
| 2011 | Nagroda Japońskiej Akademii Filmowej | Best Cinematography (Jūsan-nin no shikaku) | Wygrana   |
| 2011 | Mainichi Film Award                  | Best Cinematography (Jūsan-nin no shikaku) | Wygrana   |
| 2012 | Chlotrudis Award                     | Best Cinematography (Jūsan-nin no shikaku) | Nominacja |